# Katolická teologie Písma
Katolická teologie Písma (svatého) prošla od II. vatikánského koncilu katolických biskupů (1962–1965) velkým vývojem. Tento článek vysvětluje teologii (neboli chápání) Písma, která dnes v katolické církvi převládá. Zaměřuje se na reakci církve na různé oblasti zkoumání původního významu textů.

## II. vatikánský koncil
Druhý vatikánský koncil Dei Verbum (Dogmatická konstituce o Božím zjevení), vyhlášená v roce 1965, otevřel dveře k tomu, aby církev přijala většinu vědeckých studií o hebrejské a křesťanské Bibli, které vznikaly od 19. století. Vývoj v katolické církvi lze sledovat prostřednictvím dokumentů Papežské biblické komise, která dohlíží na výklad Písma v souvislosti s katolickým učením. Až do II. vatikánského koncilu se ve výnosech této komise odrážela protireformační snaha zachovat tradici v nezměněné podobě, aby se do katolické víry nedostaly omyly vzniklé během protestantské reformace.
Po II. vatikánském koncilu se v katolické církvi zmírnila protireformační mentalita a prosadil se ekumenický duch otevřenosti vůči tomu, co je v moderních studiích dobré. Koncilní otcové zopakovali to, co bylo dogmatické v dřívějším učení církve, „že knihy Písma svatého musí být uznány jako učící pevně, věrně a bez omylu tu pravdu, kterou Bůh chtěl vložit do posvátných spisů kvůli spáse.“ To je podstata toho, co říká církevní dogma (považované za neomylné). Koncilní dokument dále ukázal otevřenost vůči vývoji nauky (učení), protože historicky růst porozumění vedl k rozvinutějším teologiím, v tomto případě výkladu Písma v církvi.
Dei Verbum pokračuje:
Protože však Bůh mluví v Písmu svatém skrze lidi lidským způsobem, měl by vykladač Písma svatého, aby jasně viděl, co nám Bůh chtěl sdělit, pečlivě zkoumat, jaký význam svatí pisatelé skutečně zamýšleli a co chtěl Bůh jejich slovy projevit. Aby mohl pátrat po záměru posvátných pisatelů, měl by věnovat pozornost mimo jiné "literárním formám" ... v souladu se situací své doby a kultury. Pro správné pochopení toho, co chtěl posvátný autor tvrdit, je třeba věnovat náležitou pozornost obvyklým a charakteristickým stylům cítění, mluvení a vyprávění, které převládaly v době posvátného pisatele, a vzorům, které lidé v té době běžně používali při každodenním vzájemném styku. Protože však Písmo svaté musí být čteno a vykládáno v posvátném duchu, v němž bylo napsáno, je třeba věnovat neméně vážnou pozornost obsahu a jednotě celého Písma, má-li být správně zpracován význam posvátných textů. Je třeba brát v úvahu živou tradici celé církve spolu s harmonií, která existuje mezi jednotlivými prvky víry. Úkolem exegetů je pracovat podle těchto pravidel na lepším pochopení a vysvětlení smyslu Písma svatého, aby přípravným studiem dozrál úsudek církve.
Těmito slovy a následnými nařízeními komise byl podpořen kontextuální výklad Písma, na rozdíl od fundamentalistického přístupu, který by se držel doslovní přesnosti každého verše Písma. Katolíci však mají i nadále možnost vykládat Písmo jakýmkoli způsobem, který neodporuje katolickému dogmatu.

## Kritické zkoumání Bible
Přinejmenším od II. vatikánského koncilu je katolická teologie chápána jako hledání plodného porozumění církevnímu dogmatu, učení a praxi. Zatímco dogmata, nejzákladnější přesvědčení, se nemění, církevní nauka zahrnuje mnoho dalších přesvědčení, která mohou odrážet jednotný výklad dogmat, Písma nebo církevní tradice a praxe. Příkladem může být dogma, že „Ježíš zemřel za naše hříchy“. Aktuální teologii k této otázce lze nalézt na různých místech v podstatné shodě.
Jak tento proces probíhá prostřednictvím „studia věřících“, bylo řečeno na II. vatikánském koncilu:
Tradice, která pochází od apoštolů, se v církvi rozvíjí za pomoci Ducha svatého: porozumění předaným věcem a slovům roste díky kontemplaci a studiu věřících, kteří tyto věci srovnávají ve svém srdci (srov. Lk 2, 19, 51), a díky jejich vnitřnímu porozumění duchovním skutečnostem, které prožívají. Můžeme říci, že církev s postupujícími věky neustále směřuje k plnosti božské pravdy, dokud v ní nebudou dovršena Boží slova.
Od počátku biblistiky v 17. století se výzkum Bible rozdělil do několika oblastí, z nichž všechny se ukázaly jako přínosné pro katolické znalce Písma. Patří mezi ně přístupy označované jako kritika textu, kritika pramenů, kritika formy, kritika redakce, kritika rétoriky, narativní kritika, sémiotika, kanonická kritika, společenskovědní kritika, psychologická kritika, feministická kritika, teologie osvobození a židovská interpretace spolu se základními principy katolické hermeneutiky. Katoličtí vědci se také vážně pustili do hledání historického Ježíše, ale s respektem k ústní a písemné tradici, což je odlišuje od některých, kteří se tomuto tématu věnují.

### Autentická kritika
V roce 1993 vydala Papežská biblická komise katolické církve knihu Výklad Bible v církvi, kterou schválil kardinál Joseph Ratzinger, předseda Kongregace pro nauku víry. Komise sice vyjádřila otevřenost vůči všem formám biblické kritiky, ale zároveň vyjádřila výhrady pro katolíky při používání těchto metod, aby výklad Písma byl „co nejvěrnější jeho lidskému i božskému charakteru“. Mezi konkrétnější připomínky komise patřily následující body:
- Studium textu v čase (historicko-kritická nebo diachronní metoda), včetně kritiky pramenů a formy, je sice „nepostradatelné“ pro správné pochopení textů, ale omezené v tom, že nahlíží na texty pouze v jednom bodě jejich předávání a může odvádět pozornost od bohatství, které má pro církev konečná podoba textu. Jsou-li však doplněny redakční kritikou, jsou dřívější fáze cenné tím, že ukazují dynamiku, díky níž texty vznikaly, a složitost procesu. Například tím, že uvádí Sitz im Leben („zasazení do života“) knihy smlouvy v Exodu 21–23, činí kritika formy srozumitelnými jeho rozdíly od ostatních zákoníků zachovaných v Deuteronomiu.
- Narativní analýzu je třeba ocenit pro její apel na čtenáře, pro vyzdvižení příběhu a svědectví Písma pro pastorační a praktické využití. Musí zůstat otevřená doktrinálnímu rozpracování svého obsahu, ale tím, že zahrnuje informativní a performativní aspekty – příběh, spásu –, se vyhýbá „redukci inspirovaného textu na řadu teologických tezí, často formulovaných v nepísemných kategoriích a jazyce“.
- Sémiotika, obecná filozofická teorie znaků a symbolů, se musí mít na pozoru před strukturalistickou filozofií s jejím „odmítáním individuální osobní identity v rámci textu a mimotextové reference mimo něj“. Důležitý je historický kontext a lidští autoři. Formální studium obsahu textů nás nemůže zbavit povinnosti dospět k jeho sdělení.
- Kanonický přístup, který zdůrazňuje konečnou podobu textů a jejich jednotu jako normu víry, musí respektovat různé etapy dějin spásy a význam vlastní hebrejskému Písmu, aby bylo možné pochopit kořeny Nového zákona v dějinách.
- Židovské výkladové tradice jsou pro pochopení křesťanských písem zásadní. Je však třeba respektovat rozdíly: zatímco židovská komunita a způsob života závisí na písemném zjevení a ústní tradici, křesťanství je založeno na víře v Ježíše Krista a jeho vzkříšení.
- Dějiny zkoumání vlivu textu studují, jak jsou lidé inspirovaní Písmem schopni vytvářet další díla, jak je vidět na tvůrčím využití Písně písní. Je třeba dbát na to, aby se časově omezený výklad nestal normou pro všechny časy.
- Společenskovědní kritika zahrnuje sociologii, která se zaměřuje především na ekonomické a institucionální aspekty starověké společnosti, a kulturní antropologii, která se soustředí na zvyky a praktiky konkrétního národa. Obě studují spíše svět za textem než svět v textu. Naše znalosti o starověké společnosti nejsou zdaleka úplné a přiklánějí se spíše k ekonomickým a institucionálním než k osobním a náboženským aspektům. I když jsou tyto disciplíny „nepostradatelné pro historickou kritiku“, samy o sobě nemohou určit obsah zjevení.
- Psychologický přístup objasňuje roli nevědomí jako úrovně lidské reality a využití symbolického jako okna k numinóznímu. To by se však mělo dít bez újmy na jiných skutečnostech, na hříchu a spáse a na rozlišení mezi spontánní religiozitou a zjeveným náboženstvím – na historickém charakteru biblického zjevení, na jeho jedinečnosti.
- Liberalistický přístup (teologie osvobození) se opírá o důležitý prvek biblického zjevení, kterým je Boží doprovázení chudých, ale je třeba umožnit, aby s ním interagovala i další ústřední témata. Také příliš jednostranný přístup může vést k materialistickým doktrínám a pozemské eschatologii.
- Feministické přístupy jsou různé, ale nejplodnější jsou v tom, že poukazují na aspekty zjevení, které muži nepostřehli, např. na mateřsko-otcovskou povahu Boha a na způsoby, jimiž se raně křesťanské komunity odlišovaly od židovské a řecko-římské společnosti.
- Hermeneutika by měla překlenout propast mezi životní zkušeností prvotní církve a naší vlastní životní zkušeností. Kromě vědecké interpretace textů se snaží zjistit žitou víru společenství a jeho zralý život v Duchu, aby znovu reprodukovala spřízněnost s pravdami zjevení.
- Fundamentalistický výklad nebere ohled na lidské autory, kteří se snažili vyjádřit božské zjevení. Často vkládá důvěru v jeden nedokonalý překlad. A zavrhuje jakýkoli vývoj mezi Ježíšovými slovy a kázáním prvotní církve, které existovalo před písemnými texty.

### Publikace
Zatímco články v katolických periodikách psané od II. vatikánského koncilu často obsahují přímé odkazy na Písmo, v anglosaském prostoru dvě katolická periodika, která se věnují výhradně Písmu, jsou The Bible Today (populárnější úroveň) a Catholic Biblical Quarterly (Katolický biblický čtvrtletník), vydávaný Katolickou biblickou asociací a obsahující články s minutovým biblickým výzkumem.